# Toxicodryas pulverulenta
Toxicodryas pulverulenta — вид змій родини полозових (Colubridae). Мешкає в Західній і Центральній Африці.

## Поширення і екологія
Toxicodryas pulverulenta поширені від Гвінеї і Сьєрра-Леоне на схід до Уганди і Кенії та на південь до Анголи і Замбії. Вони живуть у вологих тропічних лісах, в галерейних лісах в саванах, трапляються на плантаціях. Зустрічаються на висоті до 1050 м над рівнем моря. Живляться дрібними ссавцями і ящірками. Відкладають яйця.